# Sonepar
Sonepar S.A. (Société de Négociation et Participation) (svenska Handels- och investeringssällskap) är en fransk grossist-koncern som handlar med elmaterial till fackhandeln.

## Företagsprofil
Till koncernen, som har sitt säte i Paris, hör cirka 160 företag i 34 länder utspridda på fem kontinenter. Sonepar-gruppen har totalt cirka 34 000 anställda på totalt 2 053 filialer. 2008 räknade koncernen med en omsättning på 13,6 miljarder Euro. Sonepar-Gruppen tillhör därmed de tre största aktörerna inom elektrohandel i världen.
Styrelseordförande och verkställande direktör inom Sonepar-Gruppen är sedan 1998 Marie-Christine Coisne-Roquette.

### Företagsstrategi
Sonepars strategi består i att hitta lämpliga tillverkare och distributörer av elektriska artiklar samt tekniska lösningar för att identifiera och välja marknadens bästa aktörer. Att vara på rätt plats vid rätt tid och till rätt pris kunna tillskansa sig nya egna kunder, inom främst hantverk, handel och industri.

## Historia
Sonepar-Gruppe är ett familjeföretag som grundades 1969 av Henri Coisne. Sonepars ambition var att genom diversifiering göra investeringar baserade på två familjers hundraåriga samarbete. År 1862 beslutade sig bondsonen Henri Coisne och den belgiske handlaren Léopold Lambert, att gemensamt grunda ett väveri i nordfrankrike. De efterföljande generationerna förde denna verksamhet vidare.
1960 grundades Société de Négoce et de Participation (Handels- och investeringssällskap) bestående av 11 delägarpartners från familjerna Coisne och Lambert. Uppgiften för Sonepar var att genom förvalta familjernas intressen utanför textilbranschen.
Under 1968 anslöt sig Henri Coisne till familjeverksamheten, efter en karriär i det franska flygvapnet och arbetade med strategin att expandera Sonepar genom att investera i en köpstark bransch med goda framtidsutsikter på längre sikt.

## Konverteringen till elindustrin
Kontakter med tillverkare av elektrisk utrustning hade bekräftat att det fanns en tillväxtspotential inom distribution av sådan utrustning. "Denna sektor var ännu inte strukturerad, då varken banker eller andra investerare hittills hade ansett det vara speciellt attraktivt", berättar Henri Coisne.
Med köpet av Comptoir d'Electricité Franco-Belge, i början av 1969, etablerade sig familjeföretaget i den elektriska industrin. Under 1970-talet köpte gruppen upp ett antal franska företag som skapade en regionala baser i Frankrike: 
- 1973: Comptoir Lyonnais d'Electricité (CLE) (sydväst)
- 1974: Sanelec (nordost)
- 1977: Groupe Marcel Tabur (GMT) (väst)

Senare även CGED, marknadsledare inom denna industri, för att ett rikstäckande nätverk skulle säkerställas i Frankrike . 
Sonepar beslöt 1982 sig för att utöka gruppen i olika europeiska länder. Otra NV, som var ett holdingbolag som kontrollerade av de marknadsledande aktörerna i Tyskland och Nederländerna samt hade dominerande innehav i Technische Unie och Otto Kuhmann, blev till salu. Ägaren var den välkända OGEM-gruppen, som hade beslutat sig för att sälja och eftersom detta låg i Sonepars tillväxtstrategi, gick de in som ägare. Genom inköpet av Otra NV fördubblades Sonepars storlek, som nu blev en europeisk aktör. Utbredning i andra europeiska länder följde genom inköp av lämpliga företag i Spanien, Italien, Belgien, Ryssland, Skandinavien, Finland, Polen, Tjeckien och Rumänien. 
Sonepar fick in en fot på den kanadensiska marknaden 1984, då de förvärvade Lumen i Québec. Under 1998 resulterade detta köp till en närvaro i USA, som har blivit ett viktigt bidrag till tillväxten i Sonepargruppen. Sedan 2000 har ytterligare investeringar gjorts i Asien (Hong Kong) och Latinamerika (Mexiko, Brasilien och Argentina). 
Företagets holdingbolag beslöt sig under år 2000 för att göra en namnändring från Sonepar Distribution till det nu självbärande namnet Sonepar, som tidigare var holdingbolagets namn. Holdingbolaget döptes om till Colam entreprendre.

## Rexel och Hagemeyer
Sonepar lade under 2008 ett bud på holländska företagsgruppen Hagemeyer som avslogs av Hagemeyer, som istället blev uppköpt av Rexel i mars 2008, som hade lagt ett högre bud än vad Sonepar gjort. Rexel sålde sedan sju stycken bolag vidare till Sonepar. Dessa köp utgjorde Hagermeyers tidigare innehav i Nordamerika, Asien, Österrike och Schweiz samt delar av verksamheten i Sverige (Elektroskandia, Sverige) och Australien.